# Moskwa (Schiff, 1979)
Die Moskwa (russisch Москва ‚Moskau‘), bis 1996 Slawa (russisch Слава ‚Ruhm‘), war ein Lenkwaffenkreuzer und Typschiff der Slawa-Klasse (Projekts 1164) zuerst der sowjetischen Marine und später der russischen Marine. Sie wurde auf der Werft in Mykolajiw gebaut und 1982 in Dienst gestellt. Das Kriegsschiff war mit etwa 500 Mann Besatzung das größte in der Schwarzmeerregion und seit 2000 Flaggschiff der russischen Schwarzmeerflotte.
Die Moskwa war beim russischen Überfall auf die Ukraine 2022 im Einsatz und wurde am 14. April 2022 im Schwarzen Meer durch zwei ukrainische Seezielflugkörper vom Typ Neptun versenkt.

## Dienst für die Sowjetunion

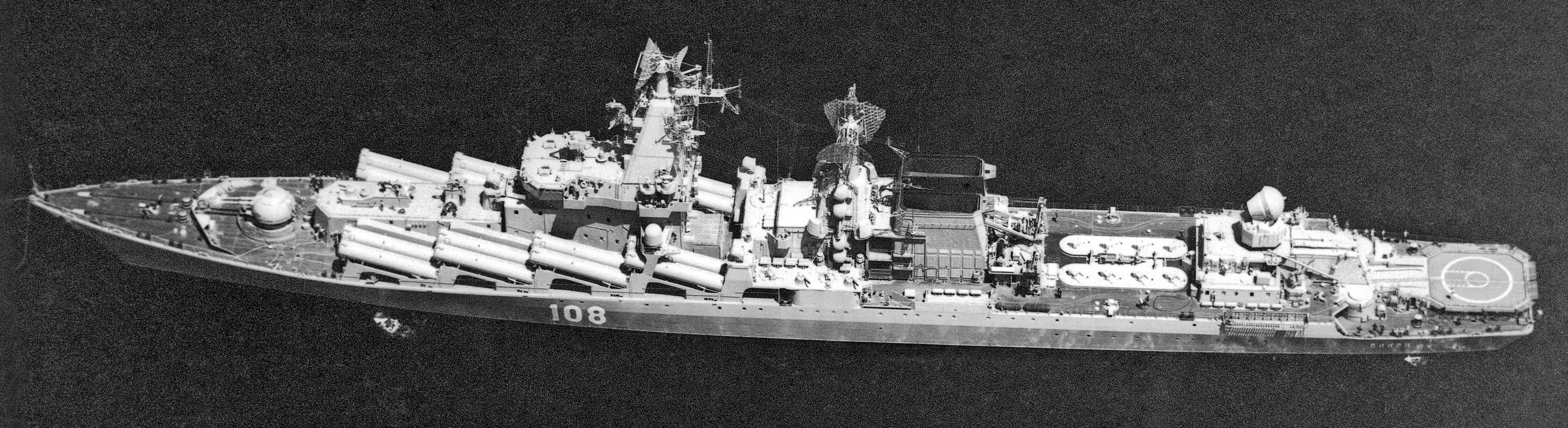
US-Luftaufnahme der Slawa, 1984

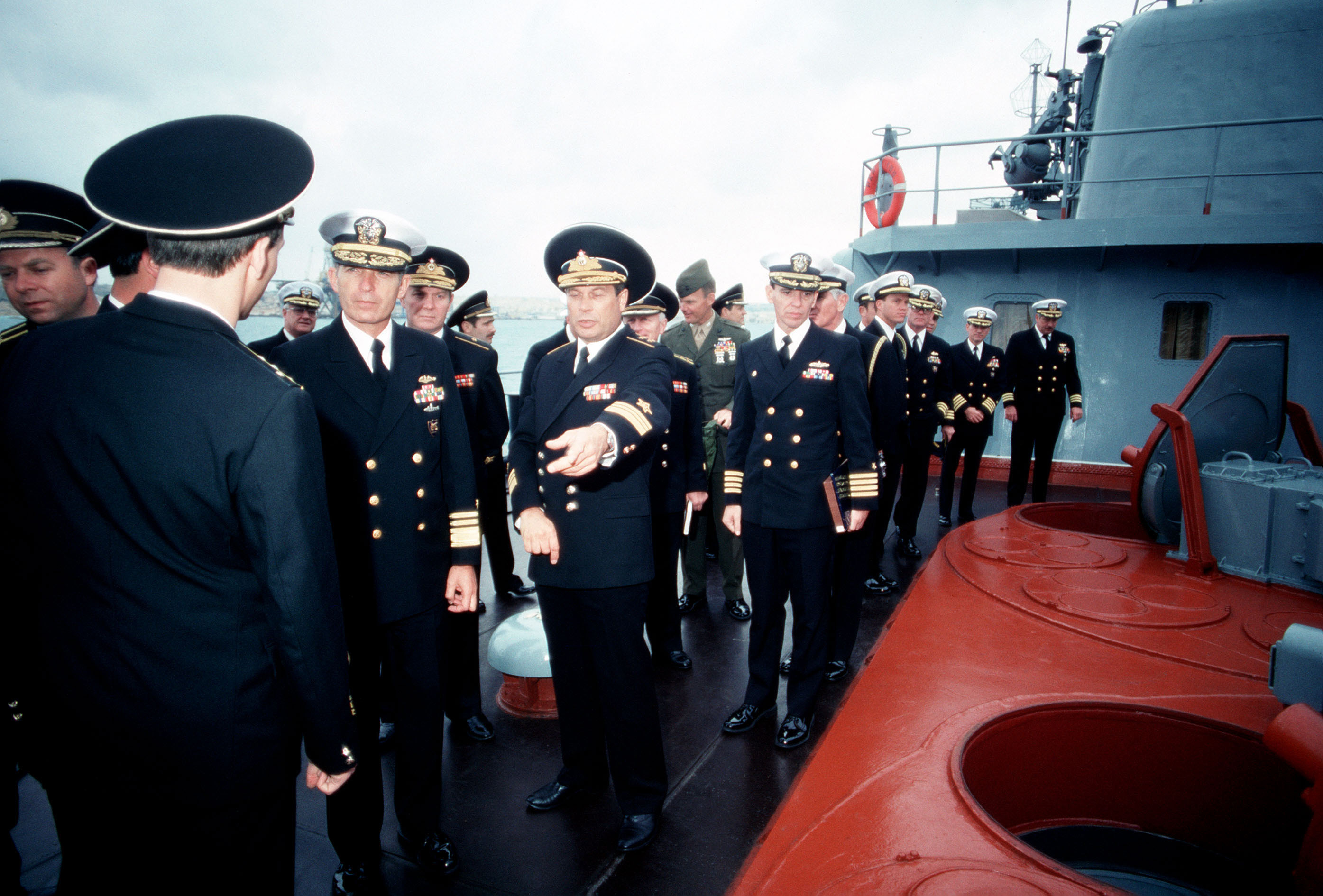
Amerikanische Offiziere besuchen die Slawa im Vorfeld des Gipfeltreffens in Malta, 1989

Nach seiner Indienststellung 1982 gehörte das Schiff zur Schwarzmeerflotte. 1989 war der Kreuzer im Mittelmeer eingesetzt. Damals vereinbarten US-Präsident George Bush und der sowjetische Staatschef Michail Gorbatschow ein Gipfeltreffen auf Malta, bei dem die Gesprächsrunden wechselseitig auf Schiffen der beiden Staaten abgehalten werden sollten. Die USA entsandten den Kreuzer Belknap, die Sowjetunion die Slawa. Die Schiffe legten nicht am Kai an, sondern lagen auf Reede. Als ein Sturm ausbrach, weigerte sich Gorbatschow auf Anraten seiner Berater, in einem kleinen Motorboot zur Slawa zu fahren, sodass das Treffen auf dem Passagierschiff Maxim Gorkiy stattfand, das im Hafen angelegt hatte. Um die Moral der Besatzung dennoch zu heben, verbreiteten die sowjetischen Streitkräfte unter ihren Soldaten das Gerücht, dass der amerikanische Präsident seekrank sei.

## Dienst für die Russische Föderation bis 2022
Während des Zerfalls der Sowjetunion waren 1991 keine Mittel mehr für eine notwendige Überholung der Slawa vorhanden, ihre Verschrottung wurde geplant. Der Bürgermeister von Moskau intervenierte und beschaffte die Geldmittel für Modernisierung und Instandhaltung aus dem Stadthaushalt. Am 16. Mai 1996 wurde der Name des Schiffes von Slawa auf Moskwa geändert, den Traditionsnamen hatte zuvor ein Flugdeckkreuzer des Projekts 1123 getragen. Der Kreuzer wurde im Jahr 2000 nach dem Abschluss der Arbeiten und Erprobungen wieder in Dienst gestellt und wurde das Flaggschiff der russischen Schwarzmeerflotte. Die Moskwa führte mehrere Einsätze und Flottenbesuche durch, darunter im Jahr 2000 einen Besuch im französischen Cannes und einen Einsatz im Kaukasuskrieg 2008. Im September 2009 kam es zu einem Generatorbrand in einem Maschinenraum, der von der russischen Presse zunächst als Bombenanschlag gewertet wurde.
Russlands Präsident Wladimir Putin nutzte die Moskwa mehrfach zum Empfang anderer Staatsgäste mit militärischen Ehren, etwa 2014 des ägyptischen Präsidenten Abd al-Fattah as-Sisi in Sotschi und des italienischen Ministerpräsidenten Silvio Berlusconi bei Putins eigenem Besuch in Italien. Auf einer Karibikfahrt besuchte der Kreuzer im August 2013 Havanna auf Kuba und La Guaira in Venezuela. Danach nahmen der Kreuzer und seine Begleitschiffe Kurs auf die Straße von Gibraltar, um sich der russischen Flotte anzuschließen, die im Mittelmeer patrouillierte. Ein Zusammenhang mit dem Flottenaufmarsch der Vereinigten Staaten wegen der Eskalation des Syrischen Bürgerkrieges bestand nach Angaben von Flottenchef Wiktor Wiktorowitsch Tschirkow nicht. Am 11. November 2013 wurde die Moskwa vom Kreuzer Pjotr Weliki als Flaggschiff der Mittelmeerflotille abgelöst und kehrte nach Sewastopol zurück.
2015 gab Russland bekannt, einen Einsatz von Luftstreitkräften in Syrien zu beginnen. Am selben Tag nahm es den Militärflugplatz Hmeimim südlich von Latakia in Betrieb. Von November 2015 bis ins Jahr 2016 war die Moskwa vor der Küste von Latakia zum Zweck des Luftschutzes des Luftwaffenstützpunkts. Die Moskwa war am Einsatz gegen den IS im Mittelmeer mit dem Flaggschiff der französischen Marine, dem atomgetriebenen Flugzeugträger Charles de Gaulle, beteiligt.
Zweimal wurde die Moskwa nach russischen Angaben umfangreich modernisiert und überholt, zuletzt 2018 bis 2020. Dabei wurde auf den Einbau modernerer Feuerlöschsysteme verzichtet, Vorrang hatte die Schutzfunktion, die die Moskwa in der Radaraufklärung für andere Schiffe hatte. Nach der Modernisierung wurde der Moskwa eine Einsatzfähigkeit bis zum Jahr 2040 zugesprochen.

## Russischer Überfall auf die Ukraine 2022

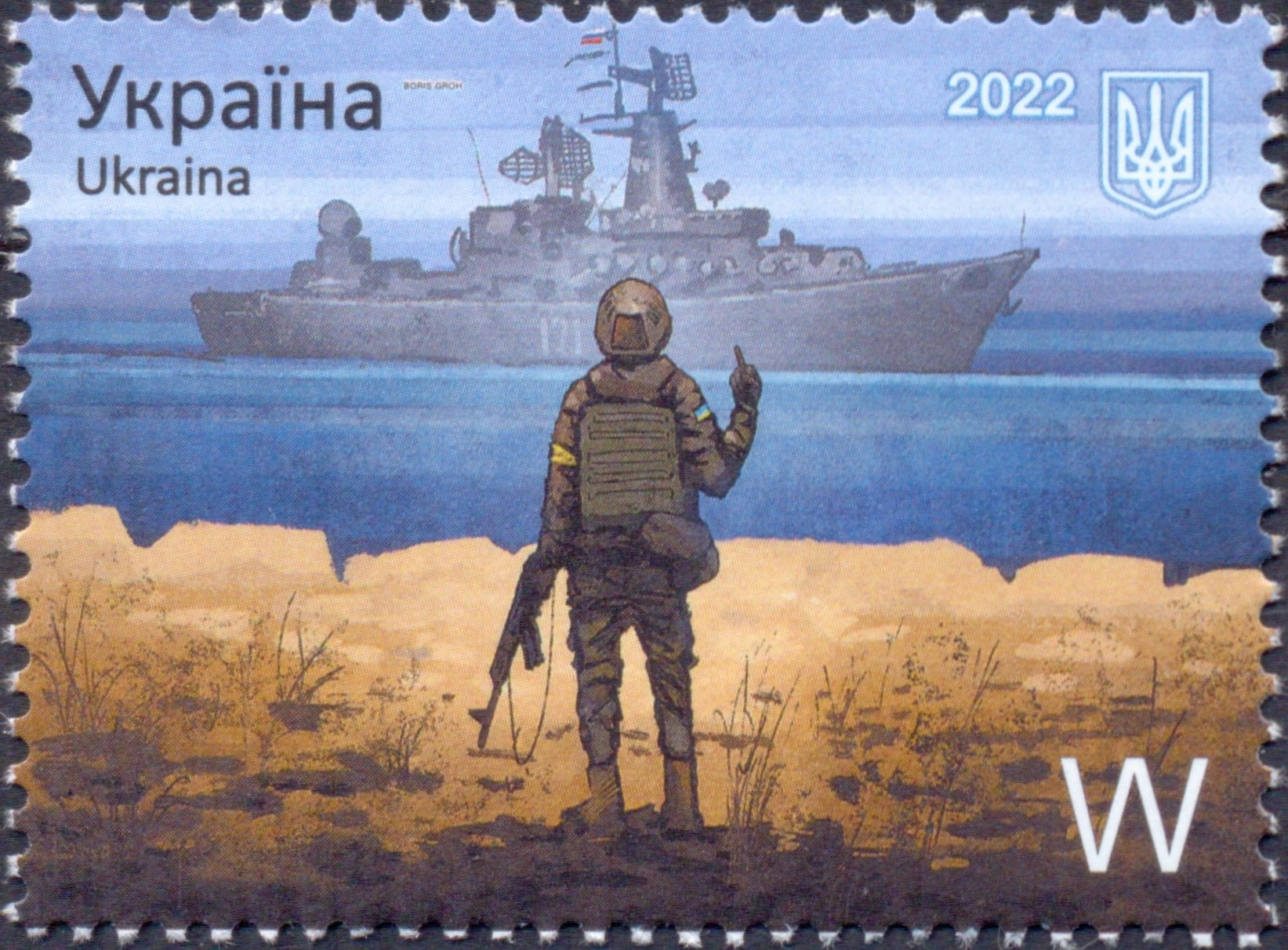
Briefmarke mit der Moskwa im Hintergrund

Am 11. Februar 2022 warf das ukrainische Außenministerium Russland vor, eine Seeblockade im Schwarzen Meer errichtet zu haben. Ab dem 12. Februar 2022 veranstaltete Russland ein Marinemanöver, an dem die Moskwa beteiligt war.
Am 24. Februar 2022 begann der russische Überfall auf die Ukraine: Die Moskwa sowie die Korvette Wassili Bykow hatten sich der Schlangeninsel im Donaudelta genähert. Die ukrainische Einheit auf der Insel wurde zur Kapitulation aufgerufen. Die ukrainischen Soldaten sollen jedoch eine Kapitulation abgelehnt haben und stattdessen (sinngemäß) über Funk auf Russisch geantwortet haben: „Russisches Kriegsschiff, fick dich!“ (Русский военный корабль, иди на хуй!). Die Moskwa und die Wassili Bykow beschossen daraufhin die Schlangeninsel und eroberten sie.
Am 12. April 2022 stellte die ukrainische Post die Sonderbriefmarke Russisches Kriegsschiff, f*** dich …! (Русскій воєнний корабль, іді …!) vor, deren Motiv die Ereignisse auf der Schlangeninsel aufgreift: Ein im Vordergrund stehender ukrainischer Soldat zeigt der im Hintergrund abgebildeten Moskwa den Stinkefinger.
Mit anderen Schiffen der Schwarzmeerflotte blockierte die Moskwa nach dem Angriff auf die Schlangeninsel die südukrainische Hafenstadt Mariupol. Am 26. Februar wurde berichtet, dass russische Streitkräfte mit der Hälfte ihrer Landungsschiffe im Schwarzen Meer einen amphibischen Angriff auf Mariupol durchgeführt haben. Eine zweite russische Amphibiengruppe soll noch in der Nähe von Odessa stationiert gewesen sein. Laut Satellitenbildern lag die Moskwa noch am 10. April im Flottenstützpunkt Sewastopol auf der Krim.

### Untergang
Nach ukrainischen Angaben wurde die Moskwa am frühen Abend des 13. April 2022 mit zwei ukrainischen Seezielflugkörpern vom Typ Neptun beschossen und dadurch in Brand gesetzt, während die Besatzung möglicherweise durch einen koordinierten, gleichzeitigen Angriff einer Bayraktar TB2-Drohne abgelenkt war. Die Drohne könnte auch nur den Kurs des Schiffs überwacht haben.
Die Moskwa befand sich etwa 145 km südlich von Odessa und 55 km östlich der Schlangeninsel, als sie getroffen wurde. Nach Aussagen eines russischen Radar-Ingenieurs war den Ukrainern bestens bekannt, dass das S-300F-Flugabwehrsystem des Schiffs im Frontbereich einen toten Winkel hatte. Der voraussehbare Kurs des Schiffes in der Nähe der Schlangeninsel habe einen Angriff aus der Richtung des toten Winkels erleichtert.
Das russische Verteidigungsministerium behauptete, die Moskwa sei durch die Explosion von Munition aufgrund eines Feuers stark beschädigt und die Besatzung daraufhin auf andere Schiffe der Schwarzmeerflotte gebracht worden. Die russische Marine versuchte am 14. April zunächst, das sinkende Schiff in den Flottenstützpunkt Sewastopol auf der Krim zu schleppen. Später am selben Tag gab das russische Verteidigungsministerium an, die Moskwa sei auf dem Weg nach Sewastopol in „stürmischer See“ gesunken. In dem Seegebiet gab es laut Meteorologen aber lediglich eine mäßige Brise mit Windstärke 4 Bft. Auch auf einem Foto brennt die Moskwa mit Schlagseite tief im Wasser liegend in ruhiger See. Das US-Verteidigungsministerium bestätigte, dass der Untergang auf die Einwirkung der beiden ukrainischen Neptun-Raketen zurückgeht. Später wurde bekannt, dass ein fliegender US-amerikanischer Seefernaufklärer vom Typ P-8 Poseidon mit abgeschaltetem Transponder die Moskwa am selben Tag mehrere Stunden lang von der rumänischen Küste aus überwacht hatte. Ukrainische Nachrichtendienste hätten nach inoffiziellen amerikanischen Angaben US-amerikanische Dienste um Informationen über ein südlich von Odessa operierendes Schiff gebeten. Die US-amerikanische Seite hätte daraufhin das Schiff identifiziert und geholfen, den Aufenthaltsort zu bestätigen. Ein Pressesekretär des Verteidigungsministeriums der Vereinigten Staaten erklärte später, die USA seien am Angriff nicht beteiligt gewesen und hätten auch keine militärischen Zielinformationen geliefert; die Ukrainer hätten ihre eigenen Möglichkeiten, Schiffe zu verfolgen und ins Visier zu nehmen. Die New York Times schrieb im März 2025, dass die Position der Moskwa von den Vereinigten Staaten übermittelt wurde. Die Vereinigten Staaten seien anschließend verstimmt gewesen, weil ihnen nicht bekannt gewesen sei, dass ukrainische Seezielflugkörper das Schiff erreichen konnten und es nicht ihre Absicht gewesen sei, die Ukraine bei der Versenkung zu unterstützen.
Nach ukrainischer Einschätzung starb Kapitän Anton Kuprin während des Angriffs, die russische Regierung machte zunächst keinerlei Angaben zu Opfern. Allerdings wurde die Formulierung der Nachrichtenagentur TASS abgeändert, die zunächst von der „Evakuierung der gesamten Besatzung“ geschrieben hatte, nach einer Streichung nur noch von der „Evakuierung der Besatzung“, darunter auch Wehrpflichtige. Überlebende Besatzungsmitglieder sprachen von Toten und nannten unterschiedliche, auf persönlichen Eindrücken basierende Zahlen. Die in Lettland produzierte Internetzeitung Meduza berichtete von mindestens 37 toten Matrosen, zudem soll es Vermisste gegeben haben, darunter auch Wehrpflichtige, die laut Aussage des Vaters eines vermissten Wehrpflichtigen offiziell eigentlich gar nicht an kriegerischen Aktivitäten teilnehmen sollten.
Das russische Fernsehen zeigte Bilder vom Oberbefehlshaber Nikolai Jewmenow, angeblich mitsamt 100 bis 150 Überlebenden der Besatzung.
Rund 200 Angehörige der Besatzung sollen sich in Spitalpflege befunden haben. Nachdem Soldateneltern Aufklärung verlangt hatten, widersprach die russische Regierung ihren früheren Aussagen und gab am 22. April 2022 an, ein Besatzungsmitglied der Moskwa sei tot und 27 würden vermisst; die übrigen 396 Besatzungsmitglieder seien gerettet worden. Für die widersprüchlichen Angaben gab das Verteidigungsministerium keine Erklärung. Bis zum 27. August wurden fünf Sterbeurkunden ausgestellt. Ein Gericht erklärte bis Anfang November gemäß dem russischen Zivilgesetzbuch, das einen Bürger innerhalb von sechs Monaten für tot erklären kann, 17 Besatzungsangehörige für tot. Würde ein Soldat „im Zusammenhang mit Kampfhandlungen“ vermisst, könne er frühestens zwei Jahre nach dem Kriegsende für tot erklärt werden, unter Angabe des Datums des Endes der Feindseligkeiten.
Seit dem Zweiten Weltkrieg wurde weltweit nur ein einziges Kriegsschiff ähnlicher Größe bei Kampfhandlungen versenkt: Am 2. Mai 1982 versenkte während des Falklandkrieges ein U-Boot der britischen Royal Navy den argentinischen Kreuzer General Belgrano.

### Reaktionen auf den Untergang
Oleksij Danilow, Mitglied des Nationalen Sicherheits- und Verteidigungsrats der Ukraine, nannte den Schlag gegen die Moskwa eine sehr wichtige Mission für das Land, der weitere folgen würden. Putin sei gekommen, um „unsere Kinder, unsere Frauen, unsere Zivilisten zu töten. Das ist unser Geschenk an ihn, und es ist erst der Anfang. Es wird mehr als eine Moskwa geben.“
Am Tag nach dem Untergang des Schiffes griff Russland die Fabrik für Neptun-Raketen bei Kiew an. Nach ukrainischen Angaben wurde die Moskwa mit zwei Raketen dieses Typs versenkt.
Aus Sicht von Militärexperten ist die Versenkung der Moskwa sowohl von großer symbolischer Bedeutung als auch ein großer Erfolg für die ukrainischen Streitkräfte. Frederick B. Hodges, ehemals Oberkommandierender der US Army Europe, sprach von einem big deal („große Sache“), der Russland davon abbringen könnte, die Ukraine mit Landungsoperationen von See aus anzugreifen. Militärexperten zeigten sich vom Verlust des Flaggschiffes erstaunt. Die Moskwa hatte eine dreifache Luftabwehr, darunter als letzte Verteidigungslinie ein 360-Grad-Nahbereichsverteidigungssystem, das 5000 Schuss pro Minute abfeuern könne, so dass es theoretisch sehr schwer ist, ein solches Ziel mit einer Rakete zu treffen. Falls dieser Fall dennoch eingetreten sein sollte, werfe dies „Fragen zu den Fähigkeiten der Modernisierung der russischen Marine auf: Ob sie über genügend Munition verfügt, oder ob es technische Probleme gibt“. Militärisch bedeutet der Verlust, dass die Luftabwehr russischer Streitkräfte in der Region erschwert wird. Die Slawa-Klasse, zu der die Moskwa gehört, ist laut Sidharth Kaushal des britischen Royal United Services Institute for Defence and Security Studies als einzige darauf ausgelegt, der Flotte weitreichenden Luftschutz zu gewähren; sie sei gleichzeitig ein Kommando- und Kontrollzentrum gewesen. Die zwei Schwesterschiffe der Moskwa, Marschall Ustinow und Warjag sind seit Februar 2022 im östlichen Mittelmeer eingesetzt. Wegen des Vertrags von Montreux dürfen sie den Bosporus nicht passieren, um die Moskwa zu ersetzen, da die Türkei die Meerenge für kriegführende Schiffe, deren Heimathafen nicht im Schwarzen Meer liegt, für die Dauer des Krieges gesperrt hat.
Experten stuften die russischen Angaben zur Ursache des Moskwa-Untergangs als Propaganda ein. In Sozialen Medien dominierten Schadenfreude, Hohn und Spott. Ein Vertreter des Royal United Services Institute for Defence and Security Studies wies darauf hin, dass der Kreuzer einen vorhersehbaren Kurs um die Schlangeninsel herum gefahren sei. Auch hätten sich die Russen möglicherweise durch die bis dahin schwache Gegenwehr der ukrainischen Marine täuschen lassen. Selbst in Russland wurde die offizielle Version eines Brandes an Bord angezweifelt. So forderte der ehemalige Duma-Abgeordnete Wladimir Bortko in einer im russischen Staatsfernsehen ausgestrahlten Talkshow Rache an der Ukraine für die Versenkung der Moskwa. In einem Antwortschreiben der russischen Militärstaatsanwaltschaft an Hinterbliebene eines auf der Moskwa stationierten Wehrpflichtigen bestritt Russland später sogar die Beteiligung des Schiffs am russischen Überfall auf die Ukraine. Wehrpflichtige hätten gemäß russischer Gesetzeslage überhaupt nicht am Krieg gegen die Ukraine teilnehmen sollen.
Laut Handelsblatt gibt es Berichte über 37 Tote und etwa 100 Verletzte. Angehörige der Soldaten wurden vom Verteidigungsministerium, auf das Kremlsprecher Dmitri Peskow verwies, nicht über den Verbleib der Matrosen aufgeklärt. Ein Vater berichtete, dass sein Sohn als Grundwehrdienstleistender nach russischem Recht nicht in einem Krieg hätte eingesetzt werden dürfen. Kremlpropagandist Wladimir Solowjow fragte wütend „wie es sein könne, dass ein Raketenkreuzer keine Raketen abfangen könne“, und erwähnte Neptun-Raketen.

### Sonstiges
Nach dem Untergang wurden Befürchtungen laut, mit der Moskwa seien zwei Atomwaffen gesunken. US-Geheimdienste halten dies für nicht plausibel. Die primäre Verwendung des Kreuzers für die Flugabwehr mache eine nukleare Bewaffnung zur Zeit des Untergangs unwahrscheinlich. Die genaue Beobachtung des nuklearen Arsenals Russlands habe keine Indizien dafür ergeben. Ende April 2022 machten sich acht Schiffe der russischen Marine auf den Weg zum Ort des Unterganges. Unter ihnen befand sich auch das Bergungsschiff Kommuna. Von dem mit 110 Jahren ältesten aktiven Schiff der Flotte können unter anderem Tauchboote vom Typ Projekt 1855 eingesetzt werden, die vermutlich sensible militärische Daten aus dem Wrack bergen sollen.
Die Ukraine erklärte das Wrack der Moskwa zum „Unterwasserdenkmal“.